# Танталіди
Танталіди (Tantaliden) — правляча монарша династія з античної міфології. Танталіди були нащадками Тантала. Іноді Тантала розглядають як сина Зевса. Зазвичай це монархи із Малої Азії, з Фрігії чи Лідії.
В античній міфології до Тандалідів відносили дітей Тантала, якими були Пелоп і Ніоба, а також їхніх перших нащадкі, тобто діти Пелопа: Атрей і Тієст.
Також їх називали Пелопідами або Атрідами Pelopiden, Atriden), до яких найбільш відомі Агамемнон, Іфігенія та Орест.

## Історія
Прабатьком Танталідів був Тантал, правитель частини Малої Азії, син бога Зевса і німфи Плутони. З містом Троєю він перебуває у ворожих відносинах, а з лідійцями — скоріше у дружніх. Спочатку Тантал був улюбленцем олімпійських богів і навіть частим гостем у них, але згодом кинув їм виклик і був ними жорстоко покараний.
Коли Танталос згрішив проти богів, вони наклали прокляття на нього — прокляття Танталідів.
Потрапивши в немилість богів Олімпу, Тантал втратив владу, яку прийняв його син Пелоп, який, у свою чергу, зазнав поразки та був вигнаний Троянським правителем Іллом і оселився в регіоні Аргос у Стародавній Греції, де став царем полісу Піса, а потім — володарем значної частини Пелопоннеського півострова, названого його ім'ям.
Ймовірно, Тантал був одружений з Евріанасою, представленою в легендах донькою божества потоку Пактоле (золотоносна ріка царів Мідаса і Креза), але йому також приписували любовний зв'язок і навіть шлюб з богинею на ім'я Діона і, відповідно, її також називають матір'ю його дітей, включаючи Пелопа, а також Ніобу, Даскіла I і Бротея. Останній став царем Лідії, Даскіл правив місцевим племенем — маріандінами з Вітінії. А Пелоп і Ніоба залишили батьківщину. Ніоба була дружиною Амфіона, правителя Фів у Беотії.
Таким чином Танталіди розділились на гілки родів (династій):
- Пелопіди — нащадки Пелопа, з якої виділились
  - Атріди — нащадки Атрея

- Ніобіди — нащадки Ніоби, від якої походять Моліоніди
- нащадки Бротея
- нащадки Даскіла, від якого походить династія Мермнадів.